# Maureles
Maureles é uma povoação portuguesa do Município de Marco de Canaveses que foi sede da extinta Freguesia de Maureles, freguesia que tinha 3,21 km² de área e 460 habitantes (2011), e, por isso, uma densidade populacional de 143,3 hab/km².
A Freguesia de Maureles foi extinta (agregada) pela reorganização administrativa de 2013, tendo o seu território sido agregado ao da Freguesia de Vila Boa de Quires para criar a Freguesia de Vila Boa de Quires e Maureles.

## História
Santa Maria de Maureles, no limite do Município do Marco de Canaveses com o de Penafiel, foi durante grande parte da sua história um curato de Abragão, freguesia daquele Concelho. Aliás, o primeiro documento referente a esta povoação, em 1542, aponta exactamente "Samta Maria de Meireles (..) he capela de Sam Pedro de Abreguão. " Estranha-se o facto de Maureles ter aparecido tão tardiamente na documentação oficial, e com uma grafia tão diferente. Mas também é verdade que o simples topónimo figura já no século XIII: ..termino de bene vivil in loco qui dicitur maioreliis" - (Inquirições de 1220) e "Maioreles (Inquirições de 1258).
Debruçada com suavidade sobre o rio Tâmega, olha graciosamente para leste. É muito fértil, produzindo em abundância todos os géneros próprios destas regiões.Esta fertilidade das terras de Maureles terá incentivado o povoamento inicial da localidade. E a prova está no surgimento, há alguns anos, de restos de estruturas de granito e uma grande quantidade de "tegulae" romanos. Aconteceu aquando do alargamento do caminho municipal que liga Abragão a Maureles e apontou para a época romana, pelo menos, o início do povoamento desta Freguesia.
Ao longo dos séculos, Maureles esteve sempre anexa a outras Freguesias. Apenas em 1936 logrou obter a ansiada autonomia administrativa e religiosa. Pertenceu ao Concelho do Porto Carreiro, a Penafiel e finalmente ao Marco de Canaveses. Pertenceu também, durante muito tempo, a Vila Boa de Quires e a Abragão. Isto, em termos religiosos. O seu primeiro Pároco, há mais de sessenta anos atrás, foi Belmiro Azevedo Matos, que restaurou a Igreja e construiu a Igreja Paroquial.
A beleza natural da Freguesia é um dos bons cartões de visita. Uma beleza que é sublinhada por numerosos moinhos ao longo do ribeiro de São Paio (nasce em Buriz e desagua em Chão da Mó) e também no rio Tâmega.

## Escolas
- EB 1 / JI do Cabo Maureles. 

## Coletividades

Maureles Futebol Clube
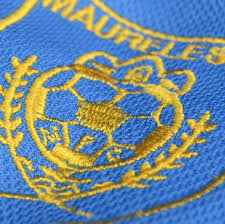
Maureles FC;
- Centro Cultural e Recreativo de Maureles, onde está inserido o Rancho Folclórico de Santa Maria de Maureles e a Casa da Cultura Popular de Maureles. 
- Maureles Futebol Clube
- Emblema do Maureles FC

Rancho Folclórico de Santa Maria de Maureles
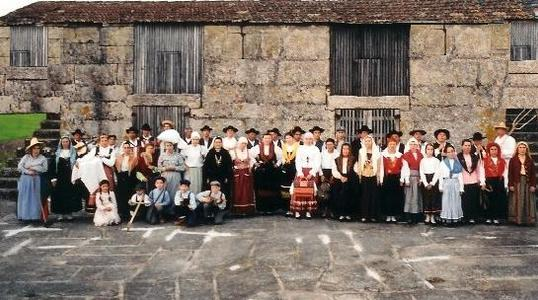

## Património e Infraestruturas

Marco Geodésico do Alto do Facho
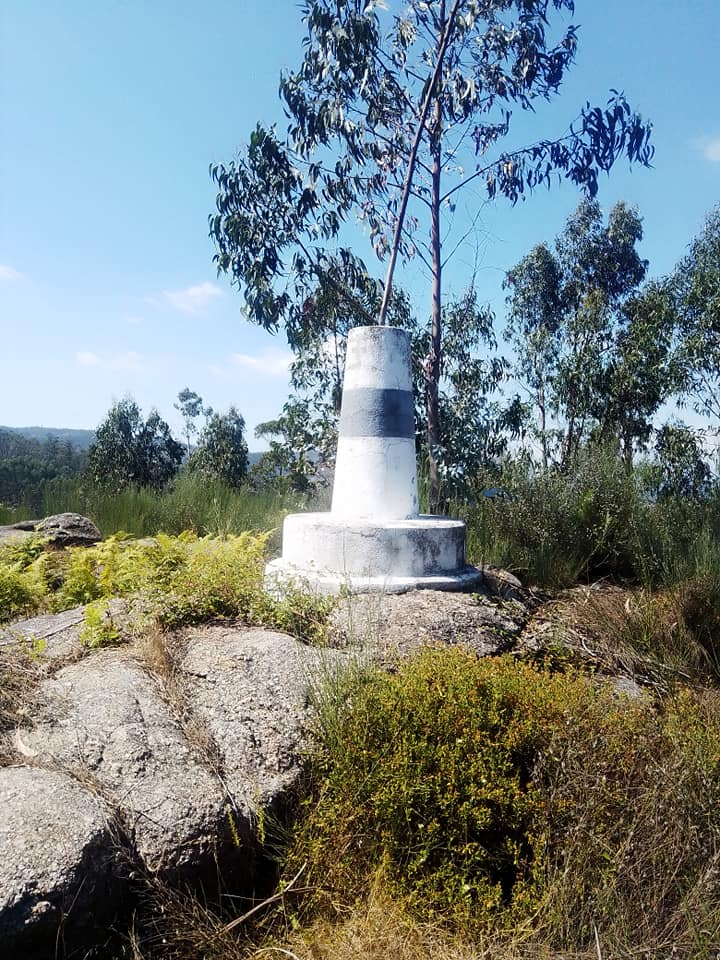

Alminhas de Maureles
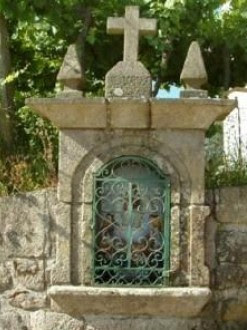

- Igreja de Santa Maria de Maureles;
- Cruzeiro;
- Casa da Cultura Popular de Maureles ;
- Junta de Freguesia de Maureles;
- Campo de futebol do Maureles FC;
- Marco Geodésico do Alto do Facho (375m);

Igreja de Santa Maria de Maureles
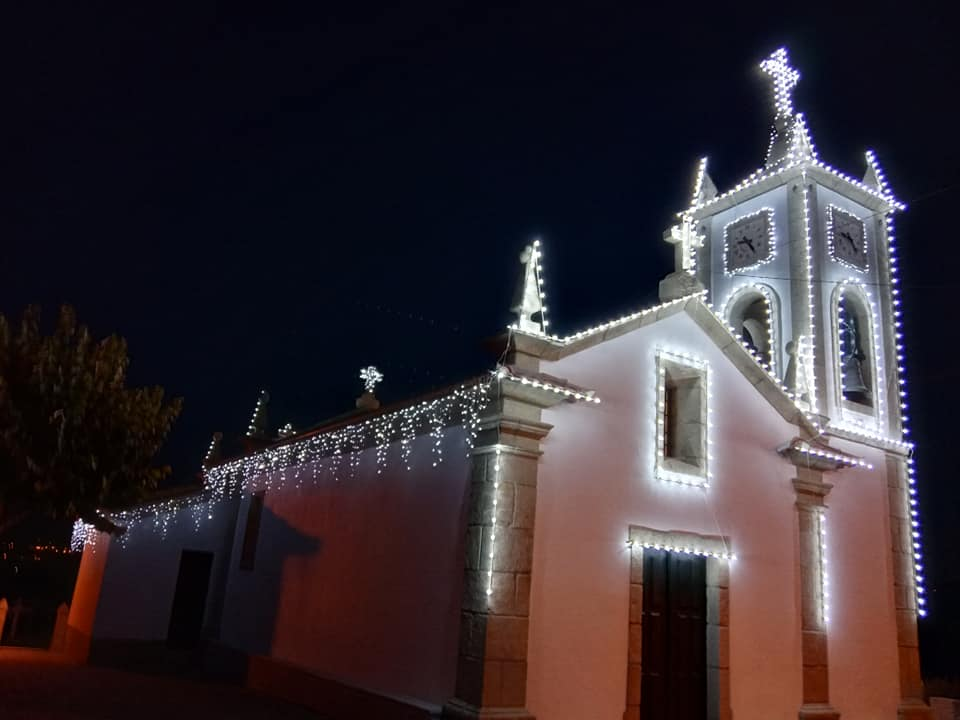

Casa da Cultura Popular de Maureles
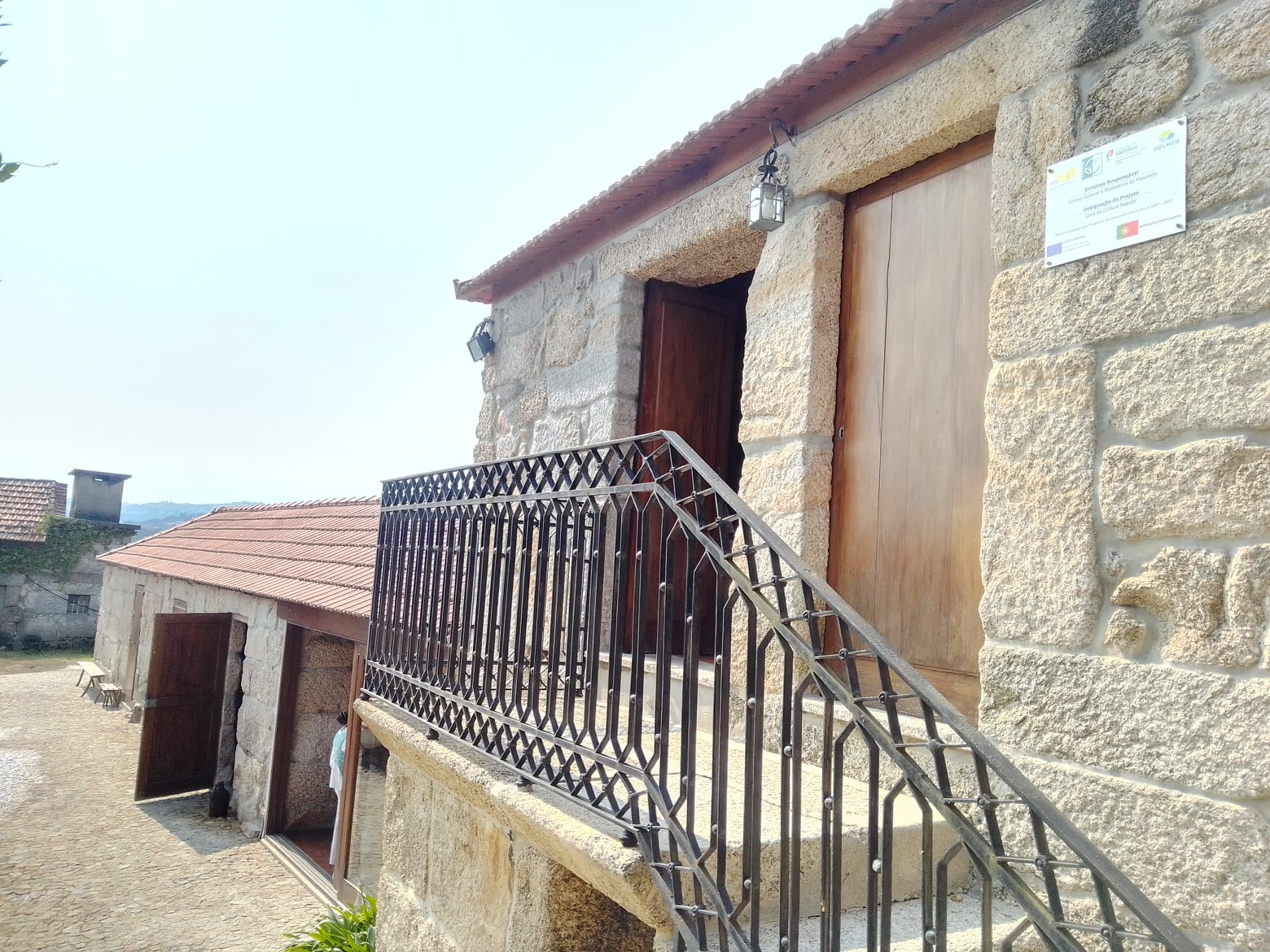
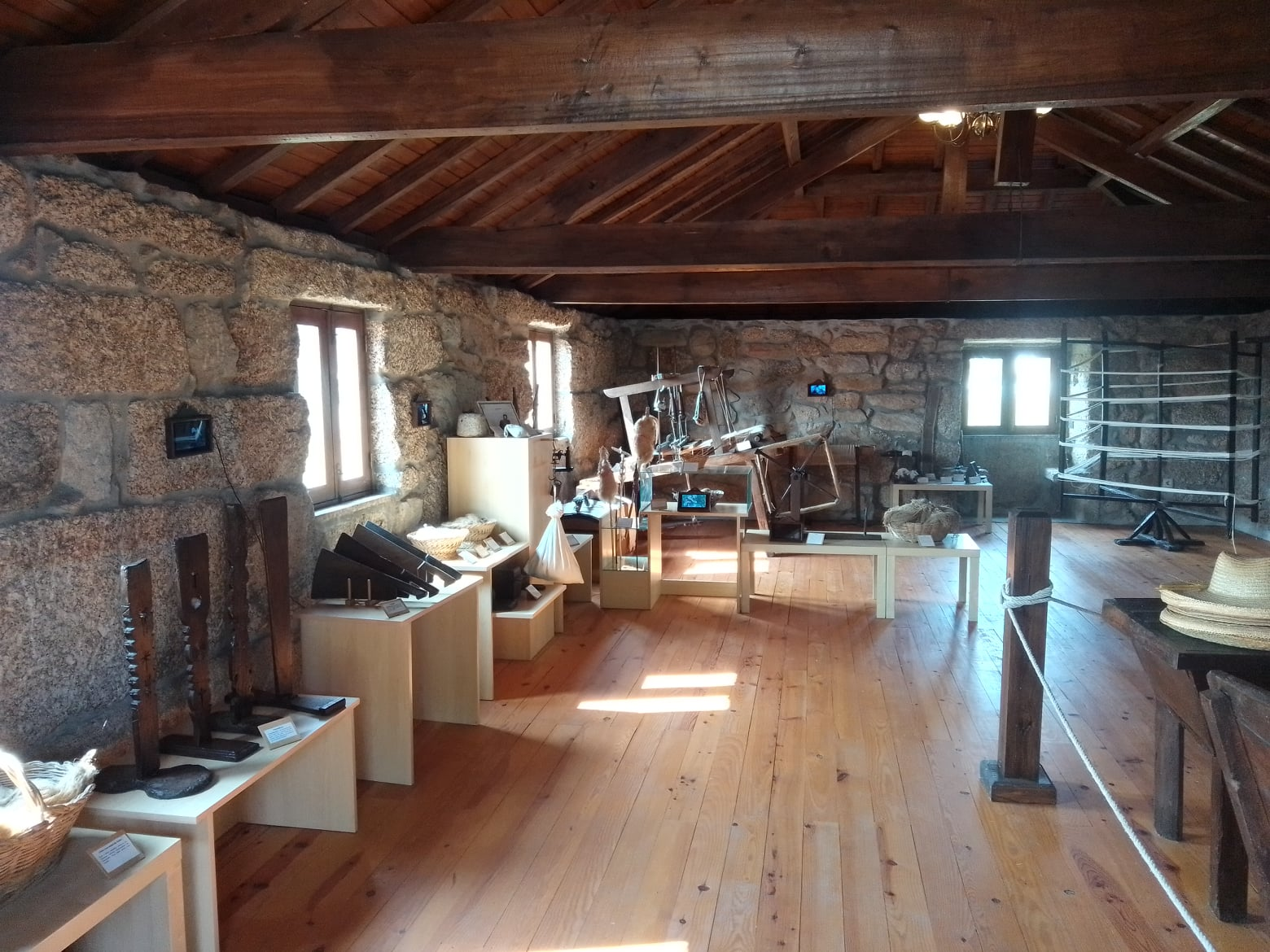
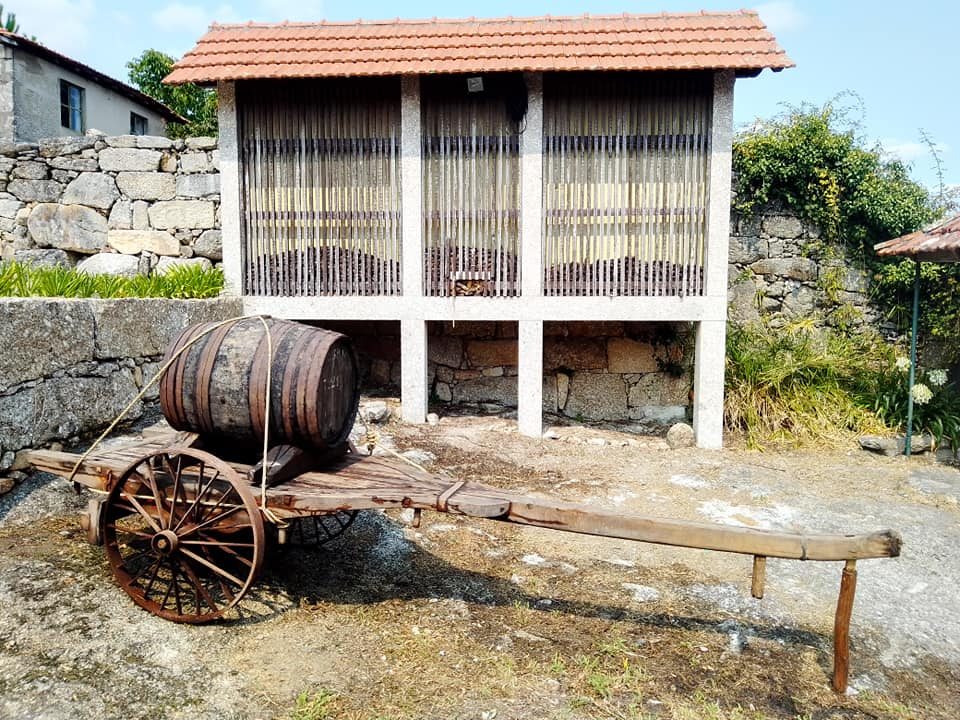
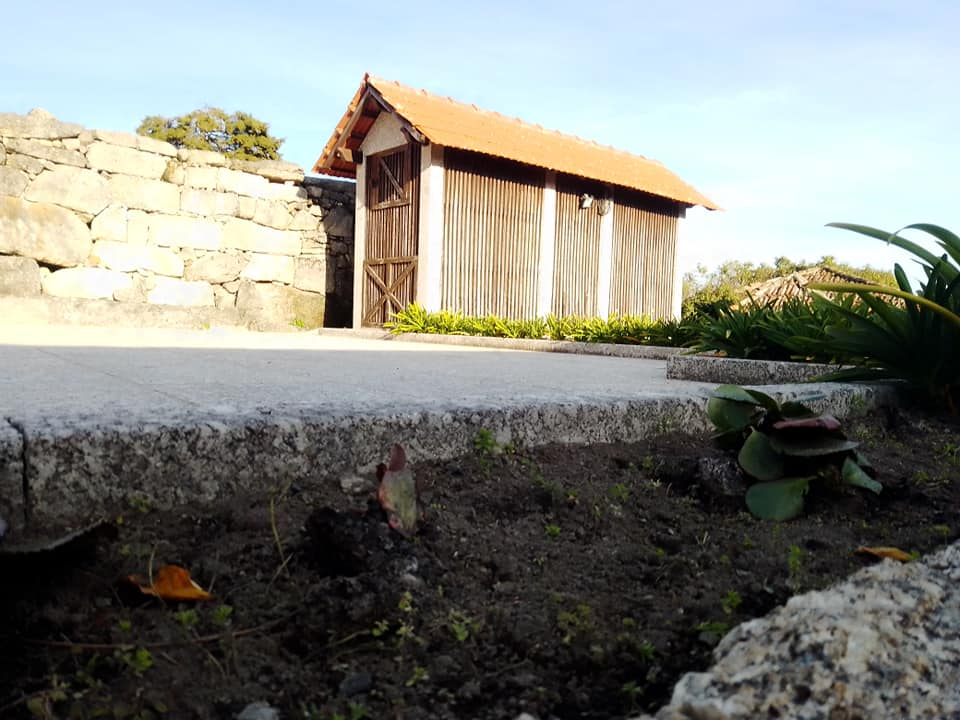
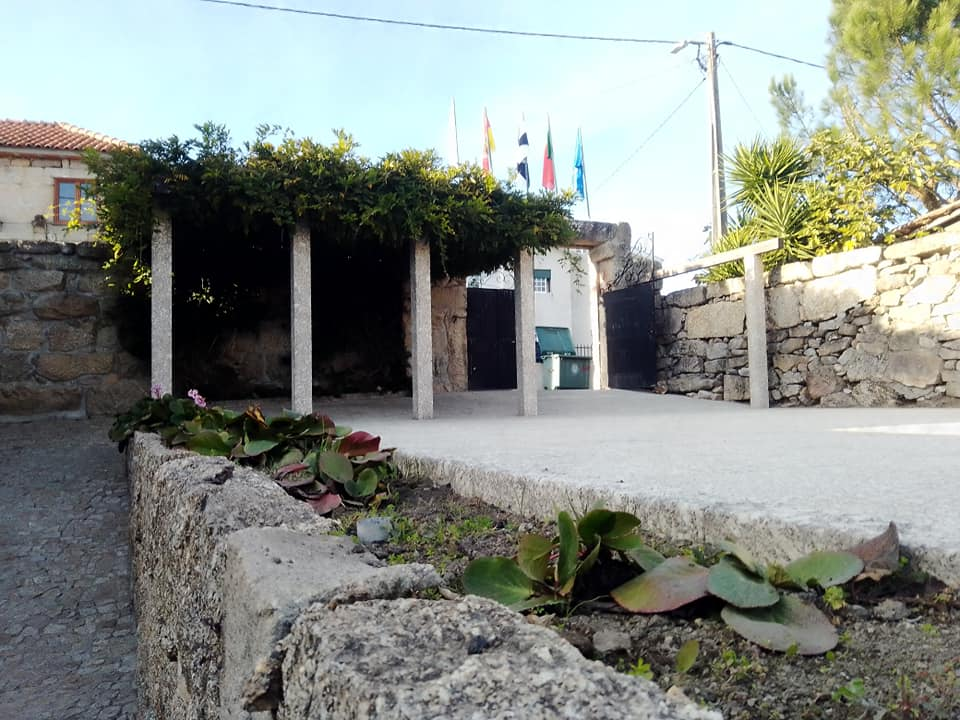
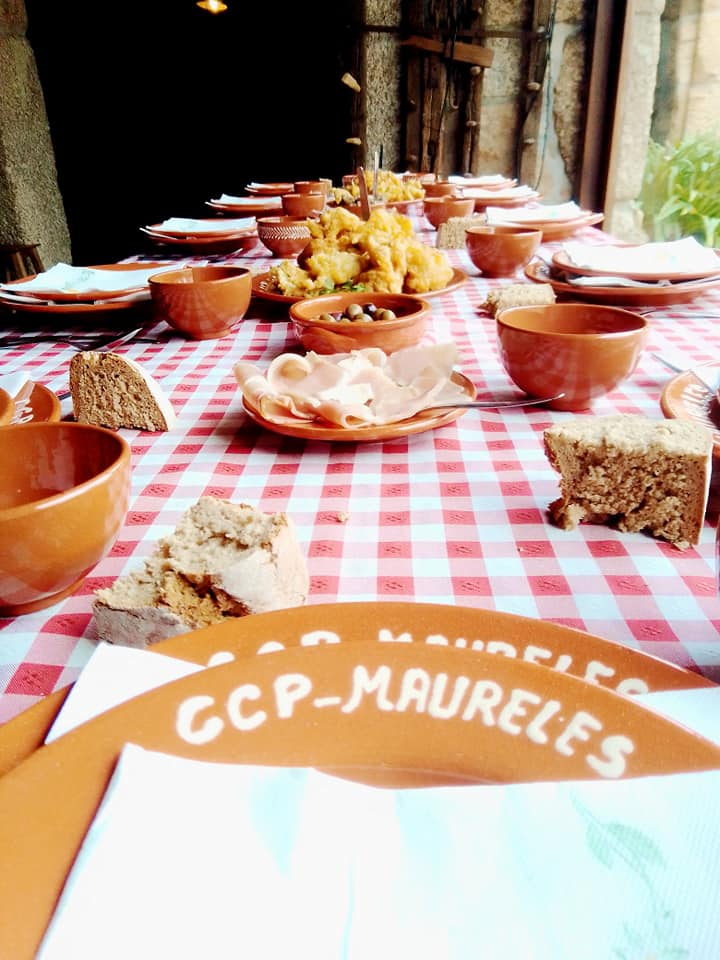

- Alminhas;

- ETAR de Maureles.    - Igreja de Santa Maria de Maureles
  - Casa da Cultura Popular de Maureles 
  - Marco Geodésico do Alto do Facho
  - Alminhas de Maureles

## Festas e Romarias
- Festival de Folclore - 1º sábado de Agosto;
- Festa em Honra de Nossa Senhora da Assunção - 15 de Agosto.

## Gastronomia e Artesanato
No que à gastronomia diz respeito, merece salutar destaque o arroz de forno com anho assado, o verde, o caldo de piçalhos e o vinho verde. Por sua vez, no artesanato, tem particular notoriedade as tranças para chapéus e os teares de linho. 

## Atrações Turísticas
- Baloiço da Cova do Lobo; 
- PR8MCN - Trilhos de Portocarreiro (Pontes e Cascata); 
- Rio Tâmega.   
- PR8MCN - Trilhos de Portocarreiro

PR8MCN - Trilhos de Portocarreiro
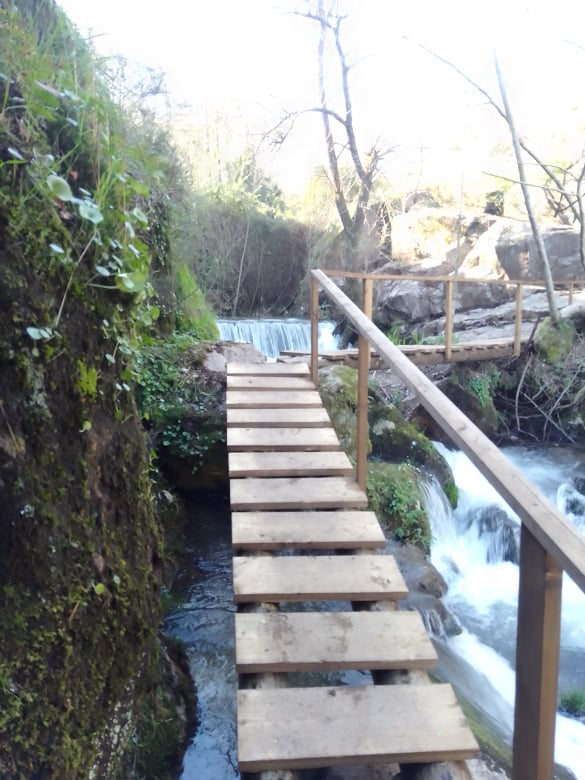
Ponte da Cascata - Maureles - PR8MCN
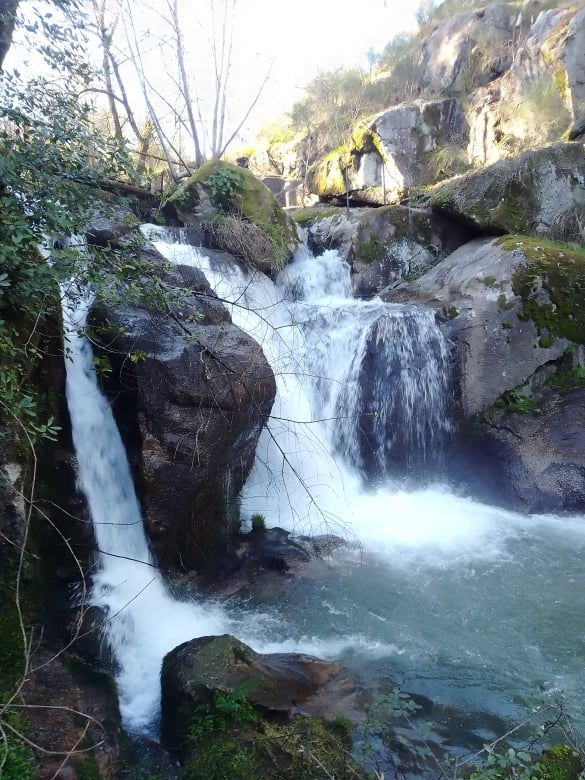
Cascata - Maureles - PR8MCN
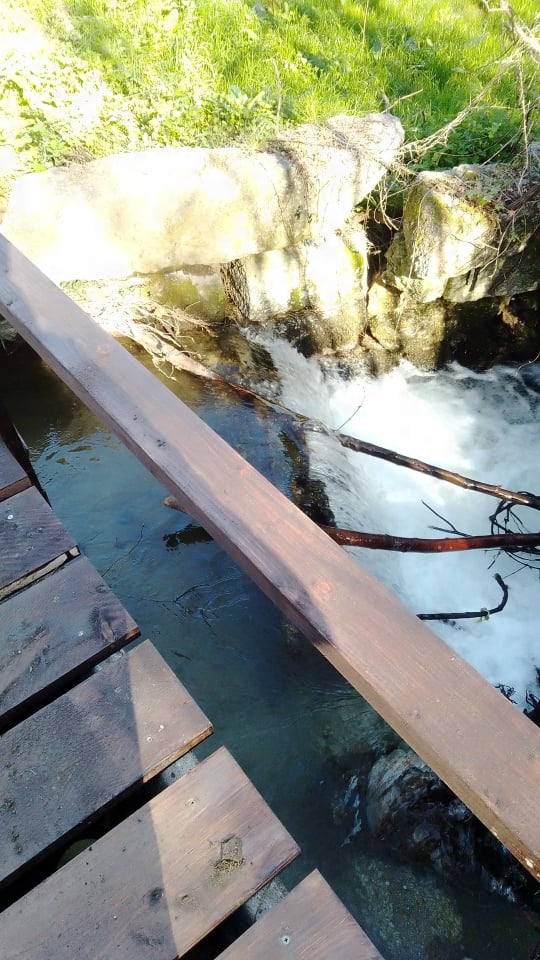
Ponte Crasto - Maureles - PR8MCN
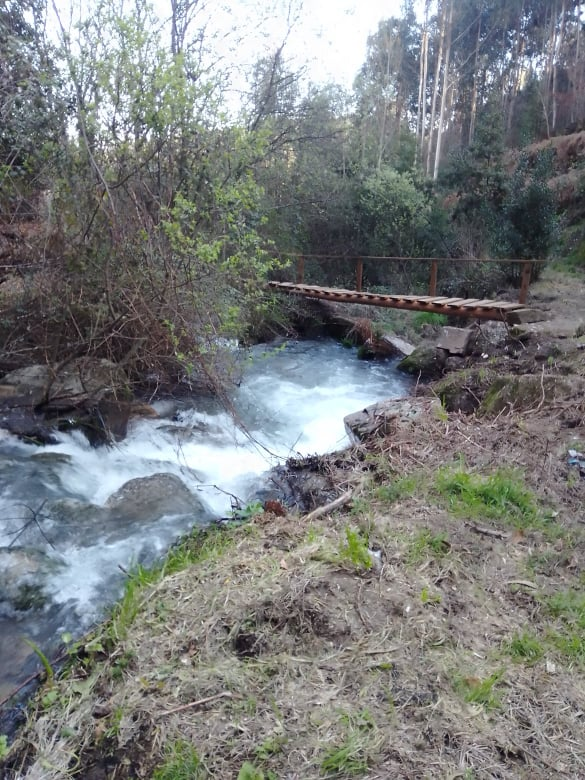
Ponte - Maureles - PR8MCN

Rio Tâmega
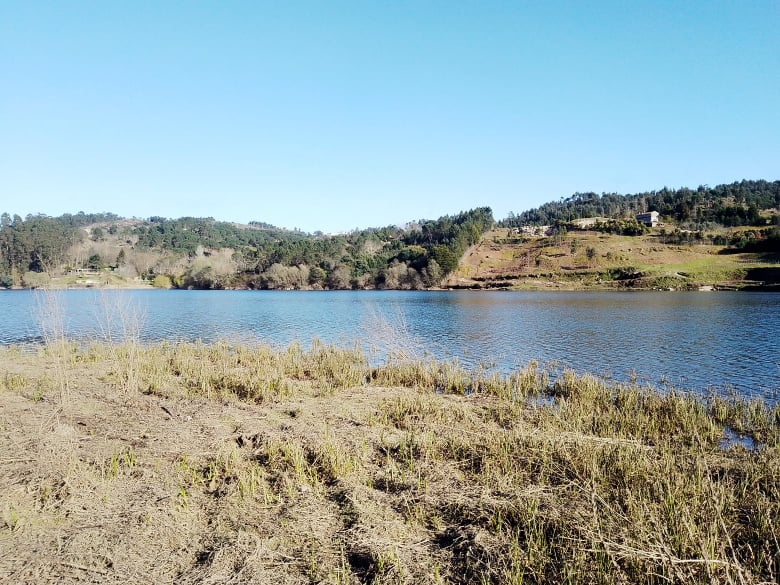
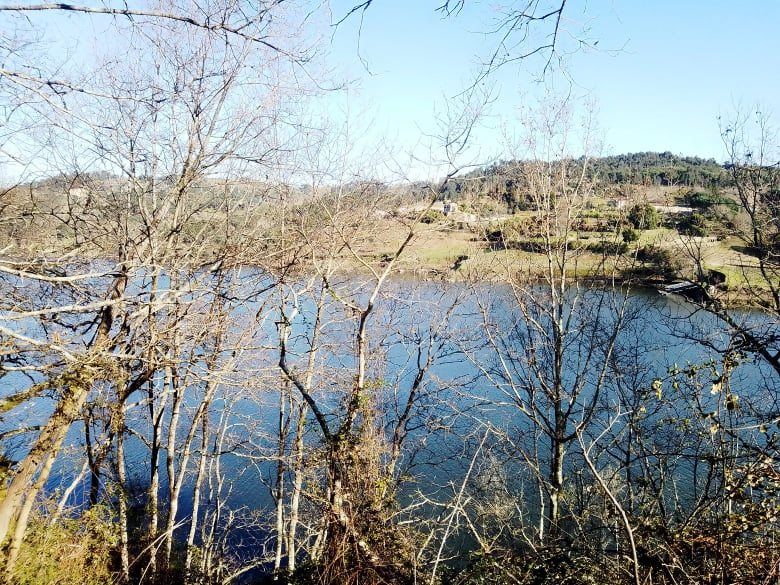

Baloiço da Cova do Lobo
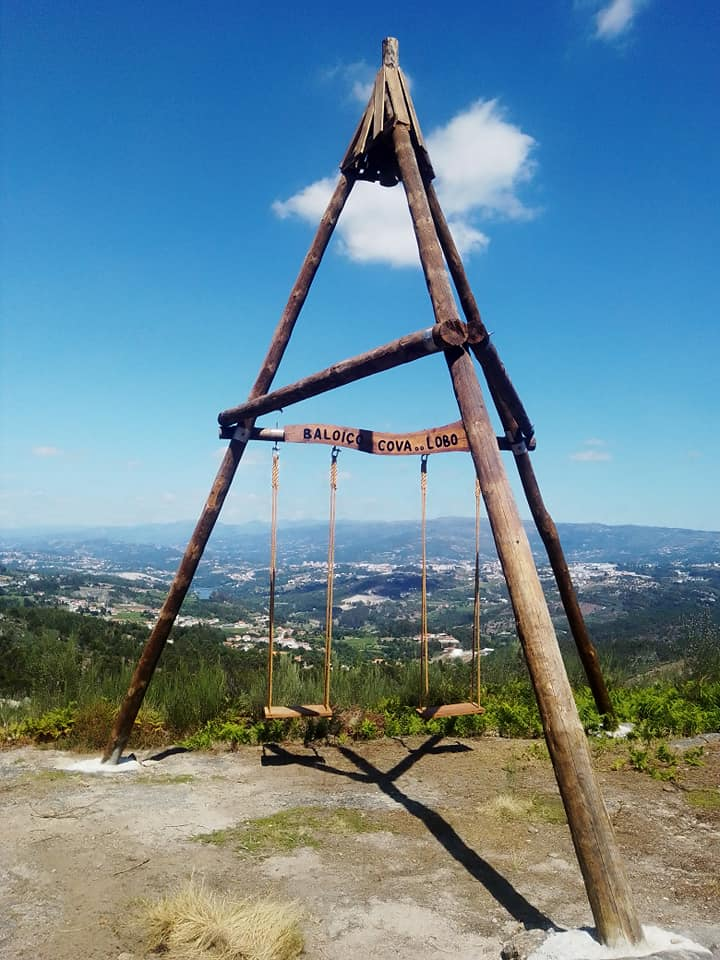
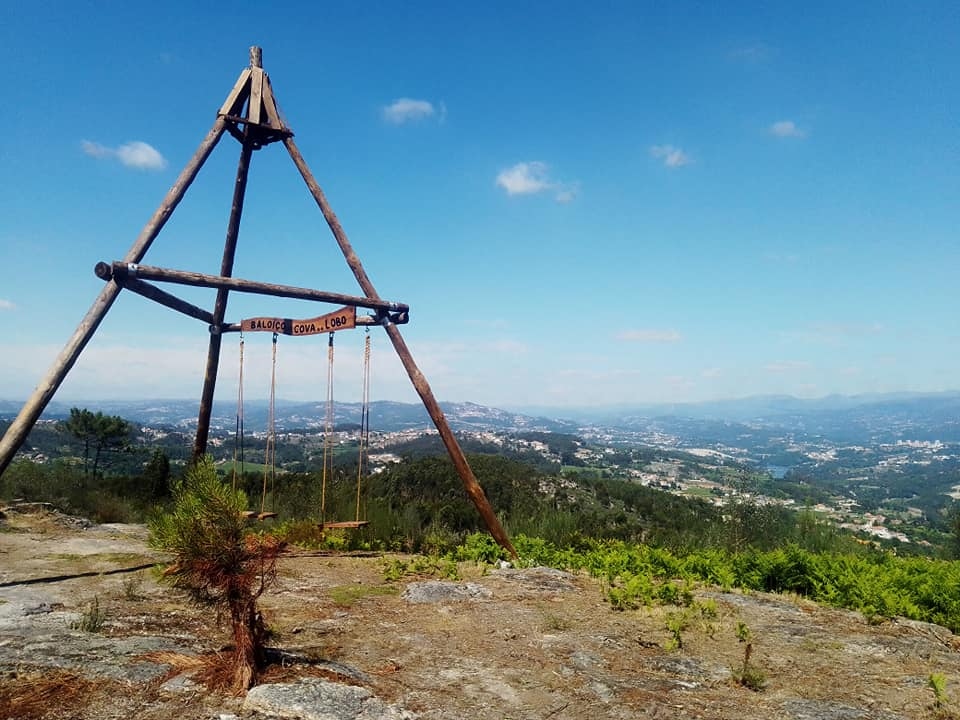

## População
| População da freguesia de Maureles | População da freguesia de Maureles | População da freguesia de Maureles | População da freguesia de Maureles | População da freguesia de Maureles | População da freguesia de Maureles | População da freguesia de Maureles | População da freguesia de Maureles | População da freguesia de Maureles | População da freguesia de Maureles | População da freguesia de Maureles | População da freguesia de Maureles | População da freguesia de Maureles | População da freguesia de Maureles | População da freguesia de Maureles |
| ---------------------------------- | ---------------------------------- | ---------------------------------- | ---------------------------------- | ---------------------------------- | ---------------------------------- | ---------------------------------- | ---------------------------------- | ---------------------------------- | ---------------------------------- | ---------------------------------- | ---------------------------------- | ---------------------------------- | ---------------------------------- | ---------------------------------- |
| 1864                               | 1878                               | 1890                               | 1900                               | 1911                               | 1920                               | 1930                               | 1940                               | 1950                               | 1960                               | 1970                               | 1981                               | 1991                               | 2001                               | 2011                               |
| 376                                | 394                                | 399                                | 389                                | 390                                | 389                                | 438                                | 527                                | 469                                | 471                                | 443                                | 418                                | 450                                | 402                                | 460                                |

| Distribuição da População por Grupos Etários | Distribuição da População por Grupos Etários | Distribuição da População por Grupos Etários | Distribuição da População por Grupos Etários | Distribuição da População por Grupos Etários | Distribuição da População por Grupos Etários | Distribuição da População por Grupos Etários | Distribuição da População por Grupos Etários | Distribuição da População por Grupos Etários | Distribuição da População por Grupos Etários |
| -------------------------------------------- | -------------------------------------------- | -------------------------------------------- | -------------------------------------------- | -------------------------------------------- | -------------------------------------------- | -------------------------------------------- | -------------------------------------------- | -------------------------------------------- | -------------------------------------------- |
| Ano                                          | 0-14 Anos                                    | 15-24 Anos                                   | 25-64 Anos                                   | > 65 Anos                                    |                                              | 0-14 Anos                                    | 15-24 Anos                                   | 25-64 Anos                                   | > 65 Anos                                    |
| 2001                                         | 99                                           | 69                                           | 190                                          | 44                                           |                                              | 24,6%                                        | 17,2%                                        | 47,3%                                        | 10,9%                                        |
| 2011                                         | 118                                          | 57                                           | 233                                          | 52                                           |                                              | 25,7%                                        | 12,4%                                        | 50,7%                                        | 11,3%                                        |